# 一門
一門（いちもん）は、氏族あるいは家系を同じくする同族あるいは同族集団のこと。

## 氏族としての一門
古くは、源氏、平氏、藤原氏など氏族を同じくする血族集団とそれらの構成員を指した。源氏一門、平家一門という呼称はそれにあたる。ちなみに鎌倉幕府を開いた源頼朝は源氏一門に対し、御家人たる武家の源姓使用を制限し、一門の中でも功績があり、また信頼のおける者にのみ御門葉の格式を与え、御門葉に限って源姓を公称することを許したというが、この門葉という概念もまた一門の同義語といえる。
後代になると、ひとつの氏族の中でも同族が増え膨大となり、特に鎌倉時代以降は祖先を同じくする場合にも、親族の嫡庶、領有する地所に合わせて世帯あるいは個人単位でそれぞれ異なる名字を称するようになる例が増えた。例えば河内源氏の嫡流とされた源頼朝は源姓のみを称したのに対し、支流　源義国の長男は新田義重を称して新田氏の祖となり、次男は足利義康を称し足利氏の祖となり、それぞれ鎌倉幕府において有力御家人となった。
このように同じ氏族であっても、その中でそれぞれ異なる名字を称することが定着すると、一門の単位もそれまでの氏族から名字を単位とするようになった。例えば前出の新田氏や足利氏などがそれぞれ新田一門、足利一門と称するようになったのはその好例といえる。ただし、特に鎌倉時代から室町時代にかけては、同じ名字を持つ者であっても分家した場合、新たな名字を称することが多く、一門という単位は同じ名字から分かれた庶流の家系を含めた総称としての意義を持つようになった。例えば、新田一門という場合は嫡流の新田氏はもちろん、それから分家した山名氏、里見氏をも含み、足利一門という場合は足利氏とそこから分家した吉良氏、斯波氏、畠山氏、細川氏、一色氏、渋川氏などはもとより、さらにそこから分家した同族（例えば吉良氏から分家した今川氏など）を含めた同族集団の総称として捉えられるようになったといえる。
これら武家にとっての勢力基盤は、宗家の所領を代官する一門の下支えによるところが大きく、同じく鎌倉幕府の有力御家人たる北条氏も嫡流である得宗を中心に一門で執権や探題の職を独占し、まさに一門の結束力こそが御家人の勢力の基盤であった。また、これら一門とは、嫡流を支える同族として、嫡流が絶えた場合、その家系を継承する権利または資格を有した。しかし、一門の中でも嫡流から分家して久しい家系や嫡流と主従関係を結んだ家系、あるいは側室を母とする庶流の家系は次第に一門たる資格を失い、あるいは制限され、庶家として遇されることとなった。例えば前出の足利氏の嫡流は室町幕府を開き足利将軍家となったが、将軍家および古河公方など足利姓の家系が絶えた場合、その名跡は足利一門中の名門とされる御一家の吉良氏とその一門である今川氏にのみ与えられ、「御所が絶えれば吉良が継ぎ、吉良が絶えれば今川が継ぐ」といった血統による厳正な分別が定められ、その他の足利一門による嫡流継承権は否定されていた。特に将軍継承権を許された今川氏では嫡流にのみ今川姓を許し、天下一名字とされ、今川氏の傍流は他姓を称することとされたことを見ても、嫡庶の区別はきわめて厳格であったといえる（その代わりとして、足利一門は斯波氏、畠山氏、細川氏、一色氏、渋川氏など有力一門が室町幕府の地方長官ともいうべき管領、探題を世襲、独占し、足利一門は他の外様勢力よりもきわめて優位な地位と格式が与えられ、まさに嫡流の藩屏としての機能を果たしていたといえる）。
これと同じことは、信濃国の国人領主で諏訪大社の神官でもある諏訪神党諏訪氏においても行われ、その家系が絶えた場合は傍系の有賀氏、またその家系が絶えた場合は有賀氏の傍系の花岡氏が継ぐこととされ「諏訪が絶えれば有賀が継ぎ、有賀が絶えれば花岡が継ぐ」ものとし、他の庶家とは一線を画していた。
さらに、江戸時代、江戸幕府を開いた徳川氏も一門のうち、嫡流継承権を持つ者と、持たぬ者の区別が厳格になされた。徳川姓を称する資格は宗家である徳川将軍家と御三家である尾張徳川家、紀州徳川家、水戸徳川家、のちに加わった御三卿の田安徳川家、一橋徳川家、清水徳川家に生まれた御連枝のうち、当主の座につく嫡流に限定され、徳川家の子女のうち庶子として生まれた者およびその他の一族は松平氏を名乗るものとした。さらに、宗家および将軍職継承権については御三家、御三卿に限り、大名のうち徳川一門たる資格である親藩すなわち御家門の格式も家康直系の福井藩主越前松平家、会津松平家、越智松平家やその連枝などに限定し、家康以前にわかれた十八松平の流れを汲む大給松平家、形原松平家、滝脇松平家、竹谷松平家、長沢松平家、能見松平家、深溝松平家などは譜代大名あるいは旗本として存続した。いわば、一門として久しく嫡流と血統が遠のいた場合はその資格を次第に喪失し、いわば準一門としての格式を持つ家臣として位置づけられることになるのである。
ちなみに、今日では一門は主に武道・芸道分野において用いられる概念として多用され、親族関係を表す概念としては一般的ではなくなった。親族関係についても法的には親族とは6親等以内で形成されており、かつてのような祖先を同じくする同族については必ずしも親族には含まない世情にあるといえる。